# Mahmud-e Raqi
Mahmud-e Raqi (Dari: محمود راقی) ist die Hauptstadt der Provinz Kapisa im Osten Afghanistans.
Der Ort liegt in einer Höhe von 1450 Metern etwa 70 Kilometer nordöstlich von Kabul. Das örtliche Klima wird als kalt und semiaride beschrieben.
Mahmud-e Raqi ist eine der am ländlichsten geprägten Provinzhauptstädte Afghanistans. Vom Charakter her handelt es sich eher um ein Dorf mit zerstreuten Häusern ohne festen Ortskern. Im Jahr 2015 wurde die Bevölkerung auf etwa 10.000 Einwohner geschätzt und etwa 73 % der Ortsfläche bestanden aus Ackerland. Die Agglomeration um Mahmud-e Raqi umfasste etwa 42.075 bis 50.490 Einwohner (die Daten beruhten auf Schätzungen anhand der Wohneinheiten auf Satellitenbildern).